# Lijst van voetbalinterlands Denemarken - Turkije
Deze lijst van voetbalinterlands is een overzicht van alle officiële voetbalwedstrijden tussen de nationale teams van Denemarken en Turkije. De landen speelden tot op heden tien keer tegen elkaar, te beginnen met een vriendschappelijke wedstrijd, die werd gespeeld op 12 december 1962 in Istanboel. Het laatste duel, eveneens een vriendschappelijke wedstrijd, vond plaats in Odense op 3 september 2014.

## Wedstrijden
| №  | Plaats     | Datum            | Competitie           | Wedstrijd            | Uitslag |
| -- | ---------- | ---------------- | -------------------- | -------------------- | ------- |
| 1  | Istanboel  | 12 december 1962 | Vriendschappelijk    | Turkije – Denemarken | 1 – 1   |
| 2  | Kopenhagen | 30 mei 1966      | Vriendschappelijk    | Denemarken – Turkije | 0 – 0   |
| 3  | Kopenhagen | 11 april 1990    | Vriendschappelijk    | Denemarken – Turkije | 1 – 0   |
| 4  | Ankara     | 8 april 1992     | Vriendschappelijk    | Turkije – Denemarken | 2 – 1   |
| 5  | Sheffield  | 19 juni 1996     | EK 1996              | Turkije – Denemarken | 0 – 3   |
| 6  | Adana      | 18 februari 2004 | Vriendschappelijk    | Turkije – Denemarken | 0 – 1   |
| 7  | Kopenhagen | 13 oktober 2004  | WK 2006 kwalificatie | Denemarken – Turkije | 1 – 1   |
| 8  | Istanboel  | 3 september 2005 | WK 2006 kwalificatie | Turkije – Denemarken | 2 – 2   |
| 9  | Istanboel  | 14 november 2012 | Vriendschappelijk    | Turkije − Denemarken | 1 − 1   |
| 10 | Odense     | 3 september 2014 | Vriendschappelijk    | Denemarken − Turkije | 1 − 2   |

## Samenvatting
| Competitie        | Totaal gespeeld | Winst Denemarken | Gelijk | Winst Turkije | Doelsaldo Denemarken – Turkije |
| ----------------- | --------------- | ---------------- | ------ | ------------- | ------------------------------ |
| WK-kwalificatie   | 2               | 0                | 2      | 0             | 3 − 3                          |
| EK-eindronde      | 1               | 1                | 0      | 0             | 3 − 0                          |
| Vriendschappelijk | 7               | 2                | 3      | 2             | 6 − 6                          |
| Totaal            | 10              | 3                | 5      | 2             | 12 − 9                         |

Wedstrijden bepaald door strafschoppen worden, in lijn met de FIFA, als een gelijkspel gerekend.

## Details

### Eerste ontmoeting
| Vriendschappelijk (Istanboel, Turkije, 12 december 1962):                                                 |       |               |
| Turkije                                                                                                   | 1 – 1 | Denemarken    |
| Birol Pekel 5'                                                                                            | goals | 9' Ole Madsen |
| - Debuut van Ahmet Özacar (Beşiktaş), Aleko Yordan (Beykoz SK) en Selim Soydan (Fenerbahçe) voor Turkije. |       |               |

### Tweede ontmoeting
| Vriendschappelijk (Kopenhagen, Denemarken, 30 mei 1966): |       |         |
| Denemarken                                               | 0 – 0 | Turkije |
|                                                          | goals |         |

### Derde ontmoeting
| Vriendschappelijk (Kopenhagen, Denemarken, 11 april 1990): |              | |
| Denemarken | 1 – 0        | Turkije |
| Lars Jakobsen 47' | goals        | |
| Sepp Piontek | bondscoach   | Fatih Terim |
| Peter Schmeichel Johnny Hansen John Larsen Lars Olsen Henrik Andersen John Helt 26' Morten Bruun John Jensen Michael Laudrup Claus Nielsen Lars Jakobsen                     | opstellingen | Engin İpekoğlu Gökhan Keskin Rıza Çalımbay Gökhan Gedikali Yusuf Altıntaş Semih Yuvakuran 61' Uğur Tütüneker 77' Ünal Karaman Oğuz Çetin 46' Feyyaz Uçar Metin Tekin |
| Kim Vilfort 26' | wissels      | 46' Hami Mandıralı 61' Mustafa Yücedağ 77' Osman Yıldırım |
| - Laatste wedstrijd onder leiding van Deense bondscoach Sepp Piontek, die werd opgevolgd door Richard Møller Nielsen. - Debuut van Osman Yıldırım (Sariyer GK) voor Turkije. |              | |

### Vierde ontmoeting
| Vriendschappelijk (Ankara, Turkije, 8 april 1992): |              | |
| Turkije | 2 – 1        | Denemarken |
| Hami Mandıralı 33' Hakan Şükür 88' | goals        | 75' Lars Elstrup |
| Sepp Piontek | bondscoach   | Richard Møller Nielsen |
| Hayrettin Demirbaş Bülent Korkmaz Gökhan Keskin Ali Günçar Recep Çetin 46' Rıza Çalımbay Ünal Karaman 90' Tugay Kerimoğlu 78' Orhan Çıkırıkçı Hami Mandıralı 66' Hakan Şükür | opstellingen | Mogens Krogh Henrik Risom Torben Piechnik Lars Olsen Henrik Andersen Kent Nielsen 72' John "Faxe" Jensen Peter Nielsen Johnny Mølby 86' Bent Christensen Brian Laudrup |
| Oğuz Çetin 46' Aykut Kocaman 66' Mehmet Özdilek 78' Turhan Sofuoğlu 90' | wissels      | 72' Lars Elstrup 86' Morten Bruun |
| | gele kaarten | 45' Henrik Andersen |
| - Debuut van Mogens Krogh (Brøndby IF) en Peter Nielsen (Lyngby BK) voor Denemarken.                                                                                         |              | |

### Vijfde ontmoeting
| EK 1996 (Sheffield, Engeland, 19 juni 1996):          |       |         |
| Denemarken                                            | 3 – 0 | Turkije |
| Brian Laudrup 49' Allan Nielsen 68' Brian Laudrup 82' | goals |         |

### Zesde ontmoeting
| Vriendschappelijk (Adana, Turkije, 18 februari 2004): |       |                      |
| Turkije | 0 – 1 | Denemarken           |
| | goals | 32' Martin Jørgensen |
| - Debuut van Uğur İnceman (Manisaspor), Faruk Bayar (İstanbulspor), Hamit Altıntop (Schalke 04), Çağdaş Atan (Denizlispor), Orhan Ak (Galatasaray), Zafer Biryol (Konyaspor) en Tolga Seyhan (Trabzonspor) voor Turkije. - Debuut van Per Krøldrup (Udinese) voor Denemarken. |       |                      |

### Zevende ontmoeting
| WK 2006 kwalificatie (Kopenhagen, Denemarken, 13 oktober 2004): |       |                   |
| Denemarken                                                      | 1 – 1 | Turkije           |
| Jon Dahl Tomasson 27' (pen.)                                    | goals | 70' Nihat Kahveci |

### Achtste ontmoeting
| WK 2006 kwalificatie (Istanboel, Turkije, 3 september 2005): |       |                                     |
| Turkije                                                      | 2 – 2 | Denemarken                          |
| Okan Buruk 47' Tümer Metin 80'                               | goals | 40' Claus Jensen 90+3' Søren Larsen |

### Negende ontmoeting
| Vriendschappelijk (Istanboel, Turkije, 14 november 2012): |       |                             |
| Turkije | 1 – 1 | Denemarken                  |
| Mevlüt Erdinç 69' | goals | 65' (pen.) Nicklas Bendtner |
| - Debuut van Kerim Frei (Cardiff City) voor Turkije. - Debuut van Viktor Fischer (Ajax), Kevin Conboy (NEC), Casper Sloth (AGF) en Emil Larsen (OB Odense) voor Denemarken. |       |                             |

### Tiende ontmoeting
| Vriendschappelijk (Odense, Denemarken, 3 september 2014): |              | |
| Denemarken | 1 – 2        | Turkije |
| Daniel Agger 35' (pen.) | goals        | 54' Olcay Şahan 90+2' Ozan Tufan |
| Morten Olsen | bondscoach   | Fatih Terim |
| Kasper Schmeichel Peter Ankersen 84' Daniel Agger 46' Nicolai Boilesen 46' William Jorgensen Christian Eriksen 46' Nicklas Bendtner 64' Andreas Bjelland Lasse Schöne Thomas Kahlenberg 64' Pierre Højbjerg | opstellingen | Onur Recep Kıvrak 46' Oğuzhan Özyakup Gökhan Gönül 76' Selçuk İnan 68' Olcay Şahan Mehmet Topal 71' Burak Yılmaz 89' Caner Erkin Ömer Toprak Ersan Gülüm 46' Ahmet İlhan Özek |
| Leon Andreasen 46' Kasper Kusk 46' Jonas Knudsen 46' Andreas Cornelius 64' Lasse Vibe 64' Daniel Wass 84'                                                                                                   | wissels      | 46' Emre Belözoğlu 46' Olcan Adın 68' Arda Turan 71' Mustafa Pektemek 76' Ozan Tufan 89' İsmail Köybaşı                                                                       |
| | gele kaarten | 49' Ersan Gülüm |
| - Debuut van Lasse Vibe (IFK Göteborg) voor Denemarken. |              | |

DBU · A-internationals · Selecties · Bondscoaches · Deens vrouwenelftal · Olympisch elftal · Denemarken U21 · Denemarken U20 · Denemarken U19 · Denemarken U18 · Denemarken U17 · Denemarken U16 · Vrouwen U17
1908 – 1919 ·
1920 – 1929 ·
1930 – 1939 ·
1940 – 1949 ·
1950 – 1959 ·
1960 – 1969 ·
1970 – 1979 ·
1980 – 1989 ·
1990 – 1999 ·
2000 – 2009 ·
2010 – 2019 ·
2020 − 2029
EK's: 1964 · 
1984 · 
1988 · 
1992 · 
1996 · 
2000 · 
2004 · 
2012 · 
2020 · 
2024
WK's: 1986 · 
1998 · 
2002 · 
2010 · 
2018 · 
2022
OS: 1908 · 
1912 · 
1920 · 
1948 · 
1952 · 
1960 · 
1972 · 
1992 · 
2016
1908 · 
1909 · 
1910 · 
1911 · 
1912 · 
1913 · 
1914 · 
1915 · 
1916 · 
1917 · 
1918 · 
1919 · 
1920 · 
1921 · 
1922 · 
1923 · 
1924 · 
1925 · 
1926 · 
1927 · 
1928 · 
1929 · 
1930 · 
1931 · 
1932 · 
1933 · 
1934 · 
1935 · 
1936 · 
1937 · 
1938 · 
1939 · 
1940 · 
1941 · 
1942 · 
1943 · 
1944 · 
1946 · 
1947 · 
1948 · 
1949 · 
1950 · 
1952 · 
1952 · 
1953 · 
1954 · 
1955 · 
1956 · 
1957 · 
1958 · 
1959 · 
1960 · 
1961 · 
1962 · 
1963 · 
1964 · 
1965 · 
1966 · 
1967 · 
1968 · 
1969 · 
1970 · 
1971 · 
1972 · 
1973 · 
1974 · 
1975 · 
1976 · 
1977 · 
1978 · 
1979 · 
1980 · 
1981 · 
1982 · 
1983 · 
1984 · 
1985 · 
1986 · 
1987 · 
1988 · 
1989 · 
1990 ·
1991 · 
1992 · 
1993 · 
1994 · 
1995 · 
1996 · 
1997 · 
1998 · 
1999 · 
2000 · 
2001 · 
2002 · 
2003 · 
2004 · 
2005 · 
2006 · 
2007 · 
2008 · 
2009 · 
2010 · 
2011 · 
2012 · 
2013 · 
2014 · 
2015 · 
2016 · 
2017 · 
2018 ·
2019 ·
2020 ·
2021 ·
2022 ·
2023
Albanië ·
Algerije ·
Argentinië ·
Armenië ·
Australië ·
België ·
Bermuda ·
Bosnië en Herzegovina · 
Brazilië ·
Bulgarije ·
Canada ·
Chili ·
Cyprus ·
DDR ·
Duitsland ·
Ecuador ·
Egypte ·
Engeland ·
Estland ·
Faeröer · 
Finland · 
Frankrijk ·
Gambia ·
Georgië ·
Ghana ·
Gibraltar ·
GOS ·
Griekenland ·
Honduras ·
Hongarije ·
Hongkong ·
Ierland ·
IJsland ·
Indonesië ·
Iran ·
Israël ·
Italië ·
Japan ·
Joegoslavië ·
Kameroen ·
Kazachstan ·
Kosovo · 
Kroatië · 
Letland ·
Liechtenstein ·
Litouwen ·
Luxemburg ·
Malta ·
Marokko ·
Mexico ·
Moldavië · 
Montenegro · 
Nederland ·
Nederlandse Antillen ·
Nigeria ·
Noord-Ierland ·
Noord-Macedonië ·
Noorwegen ·
Oekraïne ·
Oostenrijk ·
Panama ·
Paraguay ·
Peru ·
Polen ·
Portugal ·
Roemenië ·
Rusland ·
San Marino ·
Saoedi-Arabië ·
Schotland ·
Senegal ·
Servië ·
Singapore ·
Slovenië ·
Slowakije ·
Sovjet-Unie ·
Spanje ·
Suriname ·
Thailand ·
Togo · 
Tsjechië ·
Tsjecho-Slowakije ·
Tunesië · 
Turkije · 
Uruguay ·
Verenigde Arabische Emiraten ·
Verenigde Staten ·
Wales ·
Wit-Rusland ·
Zuid-Afrika ·
Zuid-Korea ·
Zweden ·
Zwitserland
Argentinië (1995) · 
Australië (2018) ·
Australië (2022) · 
België (2021) · 
Duitsland (1992) · 
Duitsland (2012) · 
Engeland (2021) · 
Finland (2021) · 
Frankrijk (2002) · 
Frankrijk (2018) · 
Japan (2010) · 
Kameroen (2010) · 
Kroatië (2018) · 
Nederland (2010) · 
Nederland (2012) · 
Peru (2018) · 
Portugal (2012) · 
Rusland (2021) · 
Senegal (2002) · 
Tsjechië (2021) · 
Uruguay (2002) · 
Wales (2021)
TFF · A-internationals · Selecties · Bondscoaches · Turks vrouwenelftal · Olympisch elftal · Turkije U21 · Turkije U20 · Turkije U19 · Turkije U18 · Turkije U17 · Turkije U16
1923 – 1929 · 
1930 – 1939 · 
1940 – 1949 · 
1950 – 1959 · 
1960 – 1969 · 
1970 – 1979 · 
1980 – 1989 · 
1990 – 1999 · 
2000 – 2009 · 
2010 – 2019 ·
2020 − 2029
EK 1996 · 
EK 2000 · 
EK 2008 · 
EK 2016 ·
EK 2020 ·
EK 2024 · WK 1954 · WK 2002 · OS 1924 · 
OS 1928 · 
OS 1936 · 
OS 1948 · 
OS 1952 · 
OS 1960
1923 · 
1924 · 
1925 · 
1926 · 
1927 · 
1928 · 
1929 · 1930 · 
1931 · 
1932 · 
1933 · 1934 · 1935 · 
1936 · 
1937 · 
1938 · 1939 · 1940 · 1941 · 1942 · 1943 · 1944 · 1945 · 1946 · 1947 · 
1948 · 
1949 · 
1950 · 
1952 · 
1952 · 
1953 · 
1954 · 
1955 · 
1956 · 
1957 · 
1958 · 
1959 · 
1960 · 
1961 · 
1962 · 
1963 · 
1964 · 
1965 · 
1966 · 
1967 · 
1968 · 
1969 · 
1970 · 
1971 · 
1972 · 
1973 · 
1974 · 
1975 · 
1976 · 
1977 · 
1978 · 
1979 · 
1980 · 
1981 · 
1982 · 
1983 · 
1984 · 
1985 · 
1986 · 
1987 · 
1988 · 
1989 · 
1990 · 
1991 · 
1992 · 
1993 · 
1994 · 
1995 · 
1996 · 
1997 · 
1998 · 
1999 · 
2000 · 
2001 · 
2002 · 
2003 · 
2004 · 
2005 · 
2006 · 
2007 · 
2008 · 
2009 · 
2010 · 
2011 · 
2012 · 
2013 · 
2014 · 
2015 ·
2016 ·
2017 ·
2018 ·
2019 ·
2020 ·
2021 ·
2022 ·
2023 ·
2024
Albanië ·
Algerije ·
Andorra ·
Angola ·
Armenië ·
Australië ·
Azerbeidzjan ·
België ·
Bosnië en Herzegovina ·
Brazilië ·
Bulgarije ·
Canada ·
Chili ·
China ·
Colombia ·
Costa Rica ·
DDR ·
Denemarken ·
Duitsland ·
Ecuador ·
Egypte ·
Engeland ·
Estland ·
Ethiopië ·
Faeröer ·
Finland ·
Frankrijk ·
Georgië ·
Ghana ·
Gibraltar ·
Griekenland ·
Guinee ·
Honduras ·
Hongarije ·
Ierland ·
IJsland ·
Irak ·
Iran ·
Israël ·
Italië ·
Ivoorkust ·
Japan ·
Joegoslavië ·
Kameroen ·
Kazachstan ·
Kosovo ·
Kroatië ·
Letland ·
Libanon ·
Libië ·
Liechtenstein ·
Litouwen ·
Luxemburg ·
Maleisië ·
Malta ·
Moldavië ·
Montenegro · 
Nederland ·
Nieuw-Zeeland ·
Noord-Ierland ·
Noord-Macedonië ·
Noorwegen ·
Oekraïne ·
Oezbekistan ·
Oostenrijk ·
Pakistan ·
Paraguay ·
Polen ·
Portugal ·
Qatar · 
Roemenië ·
Rusland ·
San Marino ·
Saoedi-Arabië ·
Schotland ·
Senegal ·
Servië ·
Slovenië · 
Slowakije ·
Sovjet-Unie ·
Spanje ·
Syrië ·
Tsjechië ·
Tsjecho-Slowakije ·
Tunesië ·
Uruguay ·
Verenigde Staten ·
Wales ·
Wit-Rusland ·
Zuid-Afrika ·
Zuid-Korea ·
Zweden ·
Zwitserland
Brazilië (2002, 1) · 
Costa Rica (2002) · 
Duitsland (2008) · 
Italië (2021) · 
Kroatië (2008) · 
Kroatië (2016) · 
Portugal (2008) · 
Spanje (2016) · 
Tsjechië (2008) · 
Wales (2021) · 
Zwitserland (2008) · 
Zwitserland (2021)